# ابن هبيرة
الْوَزِيرُ أَبُو الْمُظَفَّرِ يَحْيَى بْنُ مُحَمَّدِ بْنِ هُبَيْرَةَ بْنِ سَعِيدِ بْنِ الْحَسَنِ بْنِ جَهْمٍ الشَّيْبَانِيُّ الدُّورِيُّ الْعِرَاقِيُّ الْحَنْبَلِيُّ ويُعرف اختصارًا بـ ابن هبيرة (ربيع الآخر 499 – 13 جمادى الأولى 560هـ / 1105 – 1165م). أحد الوزراء المشهورين ولد سنة 499 هـ وتوفى سنة 560 هـ

## الإمام الوزير ابن هبيرة
ابن هبيرة عالم عامل بعلمه، تولى الوزارة فلم تشغله عن طلب العلم والتأليف والتدريس، فهو قدوة لكل من اشتغل بمنصب أو اعتلى كرسياً في الدولة. ابن هبيرة تاريخ حافل بالآراء السديدة، والاستنباطات العجيبة من الكتاب والسنة. ابن هبيرة بلغ درجة عظيمة من الإحسان لمن أساء إليه أو ظلمه، عقيدته سلفية، له كلام عجيب حيث قال: والله لا نترك أمير المؤمنين علي بن أبي طالب مع الرافضة، بل نحن أحق به منهم، ولا نترك الشافعي مع الأشعرية بل نحن أحق بالشافعي منهم.
مات ابن هبيرة مسموماً، وجنازته خرج فيها ما لم ير في جنازة غيره في عصره كما قال ابن الجوزي.

## ابن هبيرة وطلبه للعلم وبعض مؤلفاته
في سلسلة (أضواء على سير العلماء) نتحدث في هذه الليلة -إن شاء الله- عن سيرة العالم الوزير الكامل الإمام العادل عون الدين أبي المظفر يحيى بن محمد بن هبيرة بن سعيد بن الحسن بن جهم الشيباني الدوسي العراقي الحنبلي، صاحب المصنفات تعالى، وهذا الإمام عربيٌ شيبانيٌ. كان مولده بقرية بني أوقر من الدور إحد بلدان العراق، ولذلك يقال في نسبه: الدوري. ودخل بغداد في صباه، وطلب العلم، وقرأ القرآن بالراوية على جماعة. وسمع الحديث من جماعة، منهم: القاضي أبو الحسين بن الفراء، وابن الزاغوني، وعبد الوهاب الأنماطي، وغيرهم. وقرأ القرآن بالقراءات السبع. وشارك في علوم الإسلام، ومهر في اللغة، وكان يعرف مذهب الإمام أحمد، والعربية، والعروض. يقول الذهبي عنه كما في السير: «كان سلفياً أثرياً». وهذه صفة مهمة للعلماء. سلفياً: يتبع السلف في المعتقد. أثرياً: يعتمد الأثر والحديث والدليل في أقواله الفكرية وغيرها. وقرأ الفقه على أبي بكر الدينوري . وقرأ الأدب على أبي منصور الجواليقي . وصَحِبَ أبا عبد الله محمد بن يحيى الزبيدي الواعظ الزاهد من حداثته، وأخذ عنه التألُّه والعبادة، وانتفع بصحبته حتى إن الزبيدي كان يركب جملاً ويعتم بإزار ويلويها تحت حنكه وعليه جبة وهو مخضوب بالحناء، فيطوف بأسواق بغداد ويعظ الناس، وزمام جمله بيد أبي المظفر ابن هبيرة، فكان ابن هبيرة يمسك بجمل هذا الواعظ يمشي به وهو يطوف على الناس يعظهم، وكلما وصل الزبيدي موضعاً، أشار أبو المظفر بمسبحته ونادى برفيع صوته: (لا إله إلا الله وحده لا شريك له، له الملك وله الحمد يحيي ويميت وهو حي لا يموت بيده الخير وهو على كل شيء قدير) وهذا الذكر يقال عند دخول السوق. وكان متشدداً في اتباع السنة وسيرة السلف الصالح، ولما طلب العلم حصل أنه أمضه الفقر، وأعيته الحاجة، واحتاج إلى موردٍ للكسب، فتعرض للكتابة فصار كاتباً -حصل على وظيفة كاتب- وتقدم وترقى في الكتابة لدى الخليفة، وصار على مشارف الخزانة، ثم ولي ديوان الزمام، أي: ديوان يُعْنَى بالشئون المالية المدنية والعسكرية، وفيه تُحفظ السجلات، وهو من التراتيب الإدارية في الدولة الإسلامية في ذلك الوقت، فلوحظ عليه الأمانة وجودة العمل وإتقانه، فكان قوياً أميناًَ، فتولى ديوان الزمام للخليفة المقتفي لأمر الله، وفي سنة: (544 هـ) عينه وزيراً، واستمر في الوزارة لابنه المستنجد بالله بعد الخليفة المقتفي. وكان ديِّناً، خيِّراً، متعبداً، عاقلاً، وقوراً، متواضعاً، باراً بالعلماء، مكباً -مع أعباء الوزارة- على العلم وتدوينه، كبير الشأن، وكان حسنة الزمان في ذلك الوقت.

## مؤلفات ابن هبيرة
شرح الوزير ابن هبيرة الصحيحين، وسماه: الإفصاح عن معاني الصحاح، في عشرة مجلدات كما يقول الذهبي. ولما وصل إلى حديث: (من يرد الله به خيراً، يفقهه في الدين) شرح الحديث، وتكلم على معاني الفقه، وآل به الكلام إلى أن ذكر مسائل الفقه المتفق عليها والمختلف فيها بين الأئمة الأربعة المشهورين: أبي حنيفة، ومالك، والشافعي، وأحمد، فكان هذا كتاب فقه فيه أقوال العلماء في المسائل المختلفة الفقهية داخلٌ ضمن شرحه لصحيح البخاري وصحيح مسلم؛ ولكن الناس أفردوه عن الكتاب الأصلي، وطُبِع باسم الإفصاح عن معاني الصحاح، وهو كتاب مهم، ولكنه في الحقيقة قطعة من الكتاب الأصلي في شرح الصحيحين. هذا الكتاب صنفه في ولايته للوزارة، واعتنى به، وجمع عليه أئمة المذاهب، فكان يعرف آراء المذاهب من أصحابها، وأوفدهم من البلدان لأجل هذا الكتاب، وحضروا عنده، وأنفق على تأليف ذلك الكتاب مائة ألف دينار يدخل فيها نفقات العلماء الذين رحلوا واجتمعوا وتباحثوا في هذا الكتاب. وحدَّث بهذا الكتاب، واجتمع خلق عظيم لسماعه، وبُعِث به إلى العظماء في أطراف المملكة الإسلامية، واستُنْسخت منه نسخٌ كثيرة، وبلغ ذلك الكتاب إلى السلطان نور الدين الشهيد، واشتغل الفقهاء في ذلك الزمان بكتاب الإفصاح عن معاني الصحاح يدرسونه في المساجد، ويعيده المعيدون، ويحفظ منه الفقهاء.
من مؤلفاته :
- (المقتصد ) وهو كتاب في النحو .
- مختصر كتاب ( اصلاح المنطق ) لابن السكّيت .
- ( العبادات الخمس ) وهو كتاب في مذهب الإمام أحمد .
- أرجوزات في المقصور والمدود وأرجوزة في الخط .
- اختلاف الأئمة العلماء.

## ابن هبيرة يتولى الوزارة
استدعي ابن هبيرة من قبل الخليفة محمد المقتفي لأمر الله العباسي سنة: (544 هـ) إلى داره وقلده الوزارة، ومشى أرباب الدولة وأصحاب المناصب كلهم بين يديه وهو راكبٌ إلى الإيوان في الديوان، وكان يوماً مشهوداً، وكان ذلك تقليداً عظيماً لمن يتولى الوزارة. ولكن الرجل لما بلغ ذلك المنصب لم يفسد، ولم ينشغل بأمور الدنيا، ولم يترك طلب العلم، وهذا درسٌ عظيمٌ جداً يؤخذ من حياة هذا الإمام، بل إن أخلاقه قد ازدادت بعد توليه الوزارة، وكان يقول بعد توليه الوزارة: لا تقولوا في ألقابي: سيد الوزراء. لماذا نهاهم عن تسميته بسيد الوزراء؟ قال: لأن الله سمى هارون وزيراً. وجاء عن النبي صلى الله عليه وسلم أن وزيريه من أهل السماء: جبريل، وميكائيل، ومن أهل الأرض: أبو بكر، وعمر. فإذا قيل: سيد الوزراء، قد يُتَوَهَّم دخول هارون، وأبي بكر، وعمر في هؤلاء الوزراء، ولا يمكن أن يكون سيداً لهم، ولا يجوز أن يكون كذلك، فكان يتنبه حتى لهذه المسائل. وكان متواضعاً لله تعالى، لم يشغله أو يطغه المنصب، بل كان ملتزماً لجانب التواضع، وقال: إن النبي صلى الله عليه وسلم قال: (إن الله اختارني، واختار لي أصحاباً، فجعلهم وزراء وأنصاراً) يقول الوزير ابن هبيرة: «ولا يصلح أن يقال عني: إني سيد هؤلاء السادة»، واستمر في المنصب حتي خلافة يوسف المستنجد بالله العباسي.

## موته ومشهد جنازته
قلنا سابقاً: إن الرجل قد سُقِي السم، وقلنا: لعل بعض أهل الشر الذين ما راق لهم وجود هذا الرجل العادل في هذا المكان، وكيف كانت سيرته، وأنه ربما نغَّص عليهم وحرمهم من أشياء بسبب أنه كان لا يبعثر الأموال، ولا يرشي، ولا يرتشي، ولا يعطي من لا يستحق، فمثل هذا الرجل لا يطول به المقام، عمر بن عبد العزيز حكم سنتين، وسُقِي السم، فمات مسموماً، عمر بن عبد العزيز لم يصبر عليه بنو عمه بنو أمية، كيف يفعل هذا العدل ويحرمهم من الأشياء والمزايا. ويبدو أن الوزير كان له من يترصد له، وكان يتأسف على دخوله الوزارة، ويرجو السلامة، والنجاة مما دخل فيه، وأنها ندامة يوم القيامة، وكان يخشى الله، فكان يكثر التأسف على دخوله فيها، ثم صار يسأل الله الشهادة ويتعرض لأسبابها، فحصل له في الثاني عشر من جمادى الأولى سنة: (560هـ) نام ليلة الأحد في عافية، فلما كان وقت السحر قاء -حصل له قيء- فحضر طبيب، فسقاه شيئاً، فقيل: إنه سَمَّه، سقاه سُمَّاً على أنه دواء، وسُقِي الطبيب بعده بنحو ستة أشهر سُمَّاً أيضاً، فكان يقول: سُقِيْتُ كما سَقَيْتُ، فمات الطبيب أيضاً. وحُمِلت جنازة ابن هبيرة يوم الأحد إلى جامع القصر، وصُلِّيَ عليه، ثم حُمِل إلى مدرسته التي أنشأها بباب البصرة، فدُفِن بها، وغلِّقَت يومئذٍ أسواق بغداد ، وخَرَجَ جمعٌ لم ير لمخلوق قط، في الأسواق وعلى السطوح، وشاطئ دجلة، وكثر البكاء عليه لِمَا كان يفعله من البر ويظهره من العدل. ورُثي بأبياتٍ كثيرة ومنها:

## ثناء العلماء عليه
- قال ابن الجوزي (ت 597هـ): «كانت له معرفة حسنة بالنحو واللغة والعروض…وتفقَّه وصنَّف في تلك العلوم… وكان متشددًا في اتِّباع السنة وسير السلف…وكان يجتهد في اتِّباع الصواب ويحذر الظلم…وكان يتحدث بنِعَمِ الله عليه، ويذكر في منصبه شدة فقره القديم…وكان إذا استفاد شيئًا قال: أفادَينه فلان»[5]
- قال ابن الأثير الجزري (ت 630هـ): «كَانَ حَنْبَلِيَّ الْمَذْهَبِ، دَيِّنًا، خَيِّرًا، عَالِمًا يَسْمَعُ حَدِيثَ النَّبِيِّ، ﷺ، وَلَهُ فِيهِ التَّصَانِيفُ الْحَسَنَةُ، وَكَانَ ذَا رَأْيٍ سَدِيدٍ»[6]
- قال ابن خلكان (ت 681هـ): «وظهر منه في أيام ولايته ما شهد له بكفايته وحسن مناصحته…وكان مُكرِمًا لأهل العلم يحضر مجلسه الفضلاء على اختلاف فنونهم، ويقرأ عنده الحديث عليه وعلى الشيوخ بحضوره، ويجري من البحث والفوائد ما يكثر ذكره.»[7]
- قال الذهبي (ت 748هـ): «كان من أَعيان الفقهاء الصَّالحين، جم الفضائل وافر الحُرْمَة، كبير الشأن دائم العدل، له تصانيف، مات مسمومًا شهيدًا ببغداد وشيَّعه الخَلَق، وكثر البكاء والتأسُّف عليه - »[8]
- قال ابن كثير (ت 774هـ): «تَفَقَّهَ عَلَى مَذْهَبِ الْإِمَامِ أَحْمَدَ…وَكَانَ عَلَى مَذْهَبِ السَّلَفِ فِي الِاعْتِقَادِ…وَكَانَ مِنْ خِيَارِ الْوُزَرَاءِ وَأَحْسَنِهِمْ سِيرَةً، وَأَبْعَدِهِمْ عَنِ الظُّلْمِ»[9]